# 住所 (曲)
「住所 feat.岡村靖幸」（じゅうしょ フィーチャリング おかむらやすゆき）は、KICK THE CAN CREWの楽曲。2018年8月29日に16枚目のシングルとして発売。

## 概要
シングルとしては『脳内VACATION]』以来、15年ぶりのリリース。岡村靖幸とのコラボレーション楽曲。
プロデュースは蔦谷好位置（agehasprings）とKREVAが担当しており、「LOVE」というテーマを岡村靖幸とともに表現した楽曲。
MCUはゲーム愛、LITTLEは韻への愛、KREVAは、音楽に対する愛をこの曲の歌詞に載せている。
カップリングには新曲「Keep It Up」を収録。
初回限定盤には2017年8月にリリースされたアルバム『KICK!』の収録曲を収録順に並べたライブ音源集を収録したボーナスCDが同梱された2枚組。

## 収録曲

### 通常盤
1. 住所 feat.岡村靖幸　4:09
  - KICK THE CAN CREWと岡村の4人が各バースを歌い、サビ（hook）は岡村が歌う構成。
  - ミュージック・ビデオは一組のカップルが住む1LDKの部屋の中に貼られたポスターや置かれた雑誌の表紙、マグカップの模様などに映り込んだKICK THE CAN CREWと岡村が歌うという内容となっている[3]。
2. Keep It Up　3:44
  - KICK THE CAN CREWの持ち味の『掛け合い』が駆使された楽曲。
3. 住所 feat.岡村靖幸（Instrumental）　4:09
4. Keep It Up（Instrumental）　3:44

### 初回限定盤ボーナスCD
KICK THE CAN CREW『KICK!』ライブ音源集
1. 全員集合　3:57
2. 千%　4:09
3. 今もSing-along　4:27
4. SummerSpot　3:54
5. なんでもないDays　3:38
6. 完全チェンジTHEワールド　4:15
7. また戻っておいで　4:31
8. また波を見てる　4:24
9. I Hope You Miss Me a Little　5:33
10. タコアゲ　5:25

## タイアップ
- 日本テレビ系『スッキリ』2018年9月度テーマソング[4]。